# خليج كوتيناي
```
خليج كوتيناي
 هو مجتمع فردي، وهو 
ميناء
 لاستقبال السفن التجارية والبواخر على الجانب الشرقي من بحيرة 
كوتيناي
.
[
2
]
 حيث جاءت تسميته وموقعه بنفس الاسم الذي تسمّى به البحيرة «كوتيناي».
[
3
]
السفن التجارية، تعمل بواسطة شركة 
BCF
 والتي تعنى بتقديم الخدمات لنقل الركاب والعبّارات للسواحل والجزر في مقاطعة كولومبيا البريطانية الكندية، وتتصل مع الجانب الشرقي لبحيرة بالفور، بحيث تمكن المسافرين أن يعبرو الطريق السريع (BC Highway 3A) والذي يقود الركاب من شرق بالفور إلى القرب من مدينة نيلسون في أقصى بقعة من بحيرة كوتيناي في أقصى الجنوب من كولومبيا البريطانية، كندا.ومن خليج كوتيناي عبر الطريق السريع جنوباً، يؤدي إلى مدينة «كريستون» وهي منطقة تقع في كوتيناي في جنوب شرق كولومبيا البريطانية.
```